# Hiroshi Agasa
Hiroshi Agasa (阿笠 博士?, Agasa Hiroshi) è un personaggio immaginario e uno dei protagonisti della serie manga e anime Detective Conan, creata da Gōshō Aoyama ed edita in Giappone dalla Shogakukan, sulla rivista Shōnen Sunday, e in Italia dalla Star Comics.

## Biografia
Hiroshi Agasa è un geniale inventore, vicino di casa di Shinichi Kudo, nonché colui che gli ha suggerito di crearsi una nuova identità e uno dei pochi a conoscerne il segreto. Benché si diletti spesso in invenzioni assurde, sono suoi tutti gli utilissimi gadget utilizzati da Conan e dai Detective Boys. Dopo l'entrata in scena di Ai Haibara, la accoglie in casa sua e insieme lavorano alla ricerca di un antidoto per l'APTX4869.
Ha 52 anni e da quaranta è innamorato di un'amica d'infanzia. Uno dei casi della serie, Il primo amore del professore (nell'anime «Incontro misterioso»), si basa sul loro amore e sulla ricerca di chi sia questa misteriosa amica dei tempi della scuola elementare. Anche se alla fine riescono a trovarla, lui non riesce a dichiararsi, perché non vuole interferire nella sua vita, ovviamente senza sapere i sentimenti di essa.
Nonostante sia abbastanza bravo come inventore, ha comunque i suoi difetti. Infatti, è molto goloso e non sa resistere davanti al cibo e, quando arriverà Ai, la sua fame verrà messa a freno, perché questa lo terrà sotto stretto controllo. Spesso è lui a organizzare le gite dei Detective Boys e adora inventare dei quiz o degli indovinelli per i bambini, che trattano quasi sempre dei giochi di parole con i kanji, che solo Conan, Ai, Ran e Sonoko riescono a capire, ma questo è dato anche dal fatto che sono dei ragazzi grandi e conoscono molto bene la loro lingua.

## I gadget del dottor Agasa
- Cravatta a farfalla cambia voce: Può sembrare un semplice farfallino, ma il suo scopo è quello di modificare la voce. Viene usato quasi in ogni puntata da Conan quando deve risolvere i casi, servendosi della voce di Kogoro, di Sonoko o di Agasa, ed è di colore rosso.
- Orologio anestetizzante: Lancia delle freccette narcotizzanti che fanno addormentare chi viene colpito. Ha un quadrante con puntatore per centrare il bersaglio. Attualmente, oltre ad essere utilizzabile come narcotizzante, è anche disponibile come torcia elettrica.
- Occhiali: Occhiali speciali che servono per rintracciare i criminali o le spille dei Detective Boys. La punta delle stanghette è in realtà una microspia, che per l'appunto serve a rintracciare i criminali.
- Scarpe: Sono delle scarpe da tennis rosse, che servono a stimolare tutti i muscoli del piede e a dare la potenza necessaria per stendere a terra i criminali.
- Bretelle: Vengono usate per sollevare oggetti troppo pesanti per la portata di un bambino o per aggrapparsi. Sono allungabili e sono disposte di un pulsante di colore nero. Compaiono all'inizio della serie, per poi scomparire e non essere più usate da Conan. Compaiono molto spesso nei film.
- Skateboard: Il particolare skateboard di Conan è blu e giallo e va ad energia solare. Dopo che il sole tramonta, ha circa 30 minuti di tempo prima che si scarichi la batteria. Da notare che, nel quarto e quinto film, Conan utilizza senza alcun problema lo skateboard di sera, quando il sole è già calato da molto.
- Cintura spara palloni: Se premuto un pulsante, fa fuoriuscire dei palloni da calcio che Conan usa per colpire i criminali, anche se dopo 10 secondi si sgonfiano.
- Cestino del pranzo: È un apposito cestino del pranzo, che contiene un apparecchio per ricevere fax. Comparso all'inizio della serie, per poi non essere più riproposto.
- Spille Giovani Detective: Sono le particolarissime spille che il dottor Agasa ha inventato per i Giovani Detective, che usano per tenersi in contatto e hanno raffigurato Sherlock Holmes.
- Telefonino: È un piccolo telefono, con il quale Conan spesso comunica col dottor Agasa in segreto, per chiedergli di condurre delle ricerche su determinati casi. Attualmente, Conan l'ha rimpiazzato con un proprio telefono cellulare.

## Origine del nome
Il cognome "Agasa" è un omaggio al nome della famosa scrittrice di gialli Agatha Christie: il suono «th» viene infatti reso come «s» in giapponese. Il nome di battesimo "Hiroshi" viene rivelato per la prima volta nel secondo film, non tratto dal manga.